# Islote Santa Bárbara
Islote Santa Bárbara är en ö i Guatemala.   Den ligger i departementet Petén, i den norra delen av landet, 260 km norr om huvudstaden Guatemala City. Islote Santa Bárbara ligger i sjön Lake Petén Itzá.